# Simfonia núm. 4 (Tubin)
La Simfonia núm. 4 en la major, Lüüriline ('Lírica'), va ser composta per Eduard Tubin entre el 1942 i 1943 i revisada el 1978. Va ser estrenada el 16 d'abril de 1944 al Teatre Dramàtic Estonià Tallinn per l'Orquestra Simfònica de l'Empresa de Radiodifusió d'Estònia sota la direcció d'Olav Roots. Té una durada aproximada de 35 minuts.

## Moviments
- Molto moderato
- Allegro con anima
- Andante, un poco maestoso
- Allegro

## Origen i context
Sobre l'origen de la Quarta Simfonia, Tubin va escriure: 
| «              | Ja tenia una esbossada la primera part a principis del 1942. Sempre m'estava preguntant què podia fer amb això, però la idea no madurava. Després, de cop i volta, vaig entendre com ho havia de fer i vaig escriure l'obra bastant ràpidament. Va estar acabada cap a finals d'agost del 1943. | » |
| — Eduard Tubin | |   |

Un cop acabada l'obra es va col·locar a la caixa forta del teatre Estònia de Tallinn. La primera intenció era interpretar la simfonia la primavera del 1944. En aquell moment, el país estava sota l'ocupació alemanya i, el 9 de març de 1944, Tallinn va ser bombardejada per l'aviació soviètica. El teatre Estònia va rebre l'impacte d'una bomba i l'edifici es va incendiar. La caixa forta, la van trobar al soterrani. La narració de Tubin continua: 
| «              | La matinada del 10 de març, els homes van baixar per veure què havia passat. Van notar que la caixa forta havia aterrat al soterrani i encara estava calenta. Quan van aconseguir obrir la caixa forta, van treure el manuscrit amb mans tremoloses. La partitura de la Quarta Simfonia s'havia socarrimat una mica dels costats, però les parts estaven intactes. | » |
| — Eduard Tubin | |   |

El mateix any, el setembre, Tubin es va exiliar a Suècia, on viuria la resta de la seva vida.

## Representacions
La Quarta Simfonia s'havia d'interpretar al teatre Estònia però per culpa del bombardeig havia quedat derruït. L'opció va ser estrenar-la al Teatre Dramàtic de Tallinn el 16 d'abril de 1944, sota la direcció d'Olav Roots, qui ja havia dirigit les estrenes de les tres simfonies anteriors de Tubin. El programa del concert també incloïa el Concert per a violí núm. 1 de Tubin i una peça de Heino Eller. Roots va dirigir la simfonia també a Breslau i Stuttgart.
Quan Tubin es va exiliar a Suècia, se'n va emportar la partitura mig cremada. Ja no es podia utilitzar, ja que en passar les pàgines s'anaven desprenent els trossos socarrimats. El 1978 la va revisar i en va reduir l'extensió d'alguns passatges. El 1979, Neeme Järvi va anar a Estocolm com a director convidat per dirigir la simfonia. La partitura mig cremada ara es troba en un museu estatal.

## Instrumentació
La Simfonia núm. 4 està escrita per a una orquestra gran estàndard, sense instruments doblats, concretament: 	3 flautes, 3 oboès, 3 clarinets, 2 fagots - 4 trompes, 3 trompetes, 3 trombons, 1 tuba, percussió, arpa i cordes.